# Dolerus uliginosus
Dolerus uliginosus är en stekelart som först beskrevs av Johann Christoph Friedrich Klug 1814.  Dolerus uliginosus ingår i släktet Dolerus, och familjen bladsteklar. Arten är reproducerande i Sverige.